# Стенли (Висконсин)
Стенли (енгл. Stanley) град је у америчкој савезној држави Висконсин.

## Демографија
По попису из 2010. године број становника је 3.608, што је 1.71 (90,1%) становника више него 2000. године.
| Група             | 2000.         | 2010.         |
| Белци             | 1.858 (97,9%) | 2.814 (78,0%) |
| Афроамериканци    | 2 (0,1%)      | 600 (16,6%)   |
| Азијати           | 8 (0,4%)      | 21 (0,6%)     |
| Хиспаноамериканци | 24 (1,3%)     | 111 (3,1%)    |
| Укупно            | 1.898         | 3.608         |